# 内阿尔斯特湖
内阿尔斯特湖（Binnenalster）是位于德国汉堡市内的两个人工湖之一，注入易北河。面积0.2 km²，深约2米。
“内”字是指位于汉堡旧城墙以内。内阿尔斯特湖就是阿尔斯特湖位于城墙以内的部分。旧城墙已不存在，改为伦巴第桥和肯尼迪桥。
阿尔斯特娱乐节（Alstervergnügen）是一年一度在湖边举行的街头娱乐，9月的第一个周末举行。

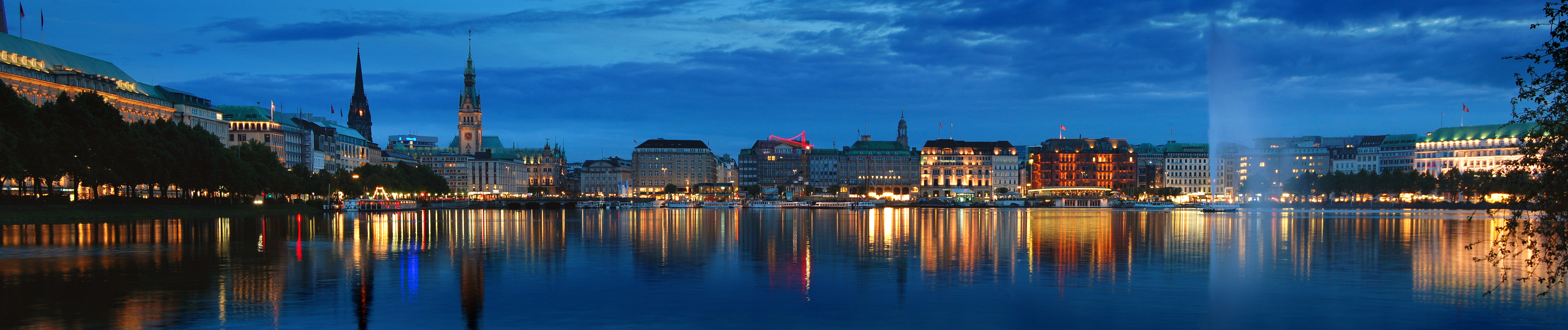
从伦巴第桥看夜间的内阿尔斯特湖，可以看到尼古拉教堂和汉堡市政厅的尖顶